# Frank Coffyn's Hydro-Aeroplane Flights
Frank Coffyn's Hydro-Aeroplane Flights è un cortometraggio muto del 1912. Il nome del regista non viene riportato nei credit del film.

## Produzione
Il film fu prodotto dalla Vitagraph Company of America. Venne girato a New York, a Brooklyn e a Manhattan.

## Distribuzione
Distribuito dalla General Film Company, il documentario - un cortometraggio in una bobina - uscì nelle sale cinematografiche statunitensi il 29 aprile 1912 mentre nel Regno Unito venne distribuito il 18 luglio 1912 con il titolo Hydroaeroplane Flights Over New York in una versione ridotta di 201,75 metri.